# 喬爾諾霍羅德卡

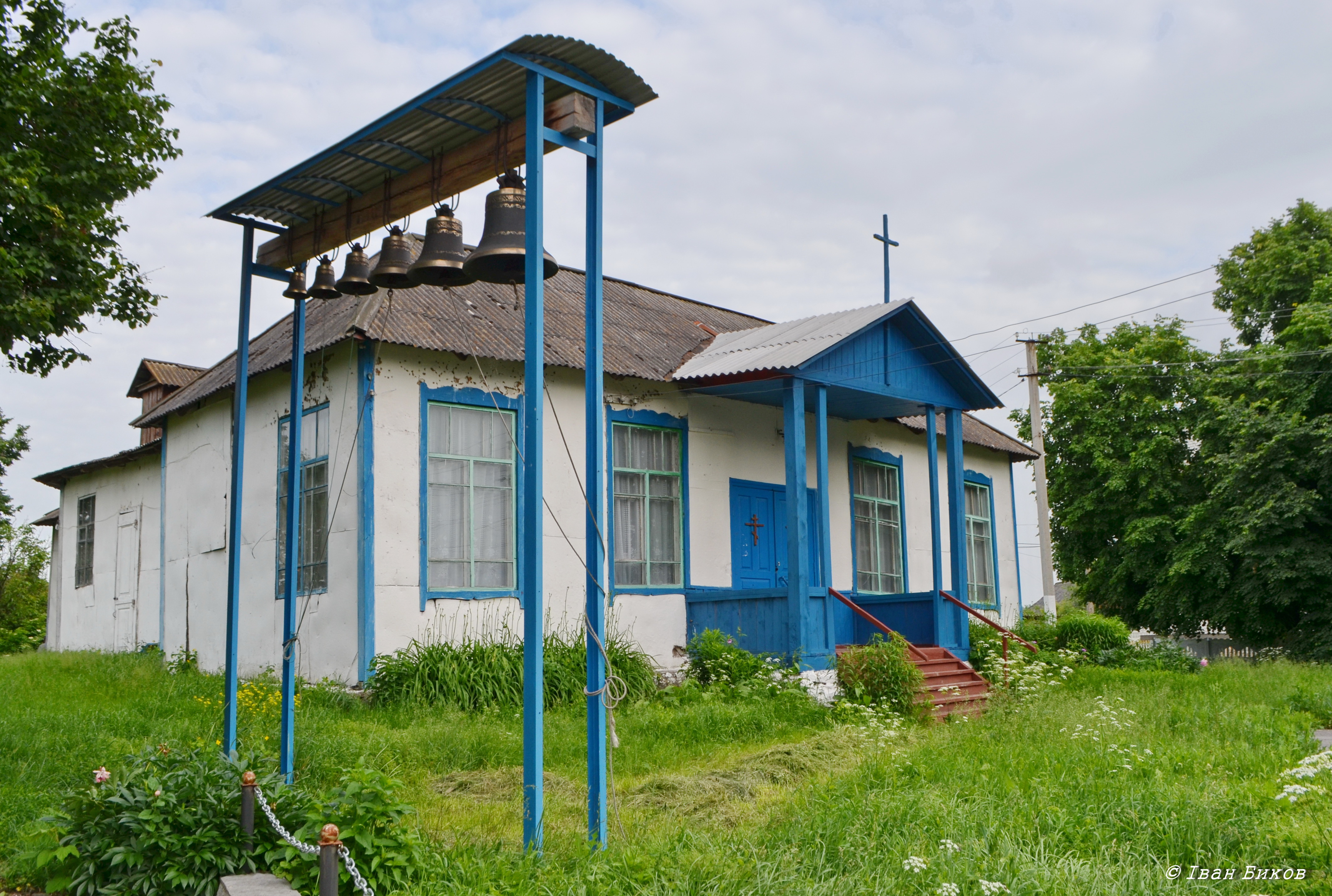
教堂

50°13′20″N 29°58′7″E / 50.22222°N 29.96861°E
喬爾諾霍羅德卡（烏克蘭語：Чорногородка）是位於烏克蘭北部的村莊，由基辅州法斯蒂夫區的贝希夫市镇負責管轄。該村始建於993年，面積0.3平方公里，海拔高度139米，2001年人口1,151，人口密度每平方公里619人。